# Araneus faxoni
Araneus faxoni là một loài nhện trong họ Araneidae.
Loài này thuộc chi Araneus. Araneus faxoni được Elizabeth Bangs Bryant miêu tả năm 1940.